# Zator (gemeente)
De gemeente Zator is een stad- en landgemeente in het Poolse woiwodschap Klein-Polen, in powiat Oświęcimski.
De zetel van de gemeente is in Zator.
Op 30 juni 2004 telde de gemeente 9026 inwoners.

## Oppervlakte gegevens
In 2002 bedroeg de totale oppervlakte van gemeente Zator 51,44 km², waarvan:
- agrarisch gebied: 52%
- bossen: 6%

De gemeente beslaat 12,67% van de totale oppervlakte van de powiat.

## Demografie
Stand op 30 juni 2004:
| Omschrijving                   | Totaal | Totaal | Vrouwen | Vrouwen | Mannen | Mannen |
| ------------------------------ | ------ | ------ | ------- | ------- | ------ | ------ |
| eenheid                        | aantal | %      | aantal  | %       | aantal | %      |
| inwoners                       | 9026   | 100    | 4535    | 50,2    | 4491   | 49,8   |
| bevolkingsdichtheid (inw./km²) | 175,5  | 175,5  | 88,2    | 88,2    | 87,3   | 87,3   |

In 2002 bedroeg het gemiddelde inkomen per inwoner 1421,64 zł.

## Administratieve plaatsen (sołectwo)
Graboszyce, Grodzisko, Laskowa, Łowiczki, Palczowice, Podolsze, Rudze, Smolice, Trzebieńczyce.

## Aangrenzende gemeenten
Alwernia, Babice, Przeciszów, Spytkowice, Tomice, Wieprz